# گونتر هربورگر
گونتر هربورگر (آلمانی: Günter Herburger؛ ۶ آوریل ۱۹۳۲ – ۳ مه ۲۰۱۸) نویسنده، و فیلم‌نامه‌نویس اهل آلمان بود.
او در فیلم The Conquest of the Citadel همکاری کرده‌بود.
 او همچنین برندهٔ جوایزی همچون جایزه گریمه شده‌بود.